# Луцій Елій Галл Страбон
Луцій Елій Галл Страбон (лат. Lucius Aelius Gallus Strabo; близько 12 —24 жовтня 31) — політик Римської імперії.

## Життєпис
Походив з роду нобілів Еліїв. Старший син Луція Елія Сеяна, консула 31 року, префекта преторія, та Гавії Апікати. Був заручений з Корнелією, донькою Гнея Корнелія Лентула Гетуліка.
У 31 році разом з батьком увійшов до колегії понтифіків. 18 жовтня цього ж року Сеян був звинувачений у змові проти Тиберія і страчений. Луцій Елій Страбон намагався сховатися в садах Помпонія Секунда, але був схоплений і 24 жовтня страчений.